# 甘肃琉璃草
甘肃琉璃草（学名：Cynoglossum gansuense），又名甘青琉璃草，为紫草科倒提壶属的植物，是中国的特有植物。分布于中国大陆的青海、甘肃、宁夏、四川等地，生长于海拔1,650米至2,900米的地区，常生长在山坡草地、林边草丛以及农田路边，目前尚未由人工引种栽培。